# L'Eau vive (film)
L'Eau vive è un film del 1958 diretto da François Villiers.